# Miłość nigdy nie zawodzi!

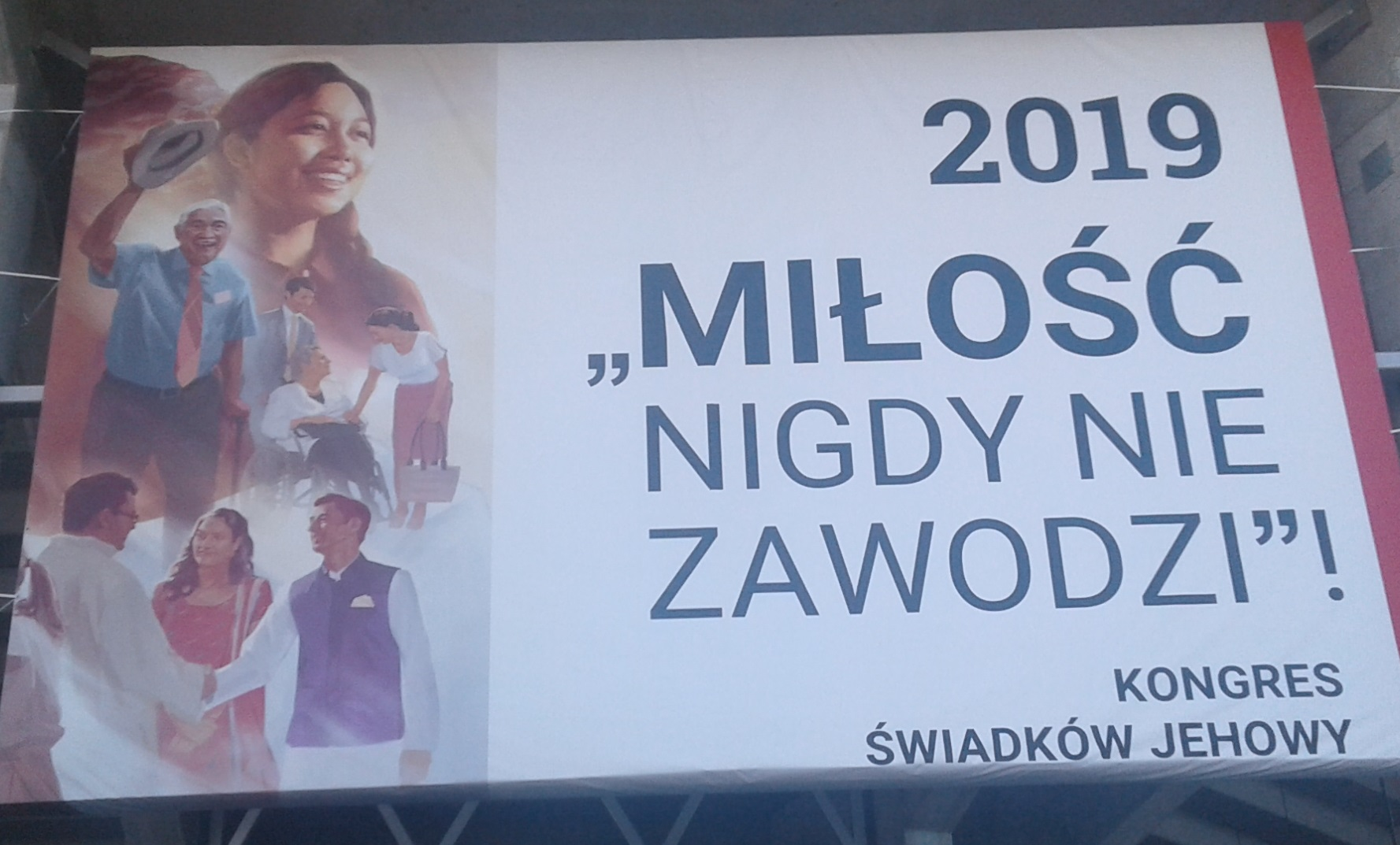
Hasło kongresu (Stadion Wojska Polskiego w Warszawie)

Miłość nigdy nie zawodzi! – ogólnoświatowa seria trzydniowych kongresów (dużych spotkań religijnych) zorganizowanych przez Świadków Jehowy. Kongresy rozpoczęły się w maju 2019 roku na półkuli północnej, a zakończyły się w grudniu 2019 roku na półkuli południowej. W trakcie serii zgromadzeń odbyły się 24 duże kongresy międzynarodowe w 22 miastach w 18 krajach świata oraz mniejsze, kongresy regionalne w przeszło 200 krajach w ponad 400 językach. Szacuje się, że na kongresach było ponad 14 milionów obecnych.
Hasło kongresu „Miłość nigdy nie zawodzi!” zaczerpnięto z biblijnego 1 listu do Koryntian 13:8 (NW). Program kongresu kierował uwagę na temat prawdziwej miłości, pomocnej w radzeniu sobie z problemami, zjednoczeniu rodziny, w tym jak znaleźć prawdziwych przyjaciół, jak stać się lepszym człowiekiem i mieć dobre relacje z Bogiem, a także zwracał uwagę jak ją okazywać i jak odwzajemniać. Według organizatorów – Ciała Kierowniczego Świadków Jehowy – kongres miał na celu przekonać, że Jehowa Bóg dzięki miłości – swemu dominującemu przymiotowi – zawsze będzie zapewniał ochronę oraz miał unaocznić pozytywny wpływ miłości, która łączy ludzi z różnych środowisk. Poza tym kongres ukazywał 22 miasta kongresów międzynarodowych, wybrane do ugoszczenia delegatów z różnych krajów całego świata. Program kongresu był skierowany do wszystkich grup społecznych i wiekowych.

## Kongresy międzynarodowe
W ramach serii kongresy międzynarodowe odbyły się w Argentynie, Australii, Brazylii, Danii, Ekwadorze, Filipinach, Francji, Grecji, Hiszpanii, Holandii, Kanadzie, Korei Południowej, Meksyku, Niemczech, Polsce, Południowej Afryce, Portugalii i Stanach Zjednoczonych.
Kongresy międzynarodowe zorganizowano w 22 miastach: Atenach, Atlancie, Berlinie, Buenos Aires, Guayaquil, Houston (angielski i hiszpański), Johannesburgu, Kopenhadze, Lizbonie, Madrycie, Manili, Melbourne, Miami (angielski i hiszpański), Monterrey, Paryżu, Phoenix, Saint Louis, São Paulo, Seulu, Toronto, Utrechcie i Warszawie.
Na zakończenie programu kongresu w 2018 roku pod hasłem „Bądź odważny!” poinformowano o zaplanowanych kongresach międzynarodowych w 2019 roku (w tym w Warszawie). Z tej okazji powstał specjalny serwis internetowy oraz bezpłatna aplikacja na urządzenia mobilne – JW Event.
Dział Podróży, działający pod nadzorem Komitetu Nauczania Ciała Kierowniczego przy Biurze Głównym Świadków Jehowy zarezerwował loty oraz zakupił bilety lotnicze dla misjonarzy i innych głosicieli pełniących specjalną służbę pełnoczasową na terenie zagranicznym w przeszło 170 krajach. Dział podróży korzystał ze środków specjalnie przeznaczonych przez zbory na ten cel, a pochodzących z dobrowolnych datków. Postanowienie to dawało takim osobom możliwość wzięcia udziału w tym kongresie w swoich rodzinnych stronach.
140 000 zatwierdzonych delegatów zagranicznych otrzymało zaproszenia na przydzielone kongresy międzynarodowe, korzystali też z możliwości udziału w działalności ewangelizacyjnej z miejscowymi głosicielami, specjalnych spotkaniach oraz możliwości zwiedzania lokalnego Biura Oddziału i atrakcji turystycznych. W samych tylko kongresach międzynarodowych wzięły udział 1 020 453 osoby, w tym 134 930 delegatów zagranicznych, ochrzczono 8454 osoby.

## Kongres międzynarodowy w Polsce

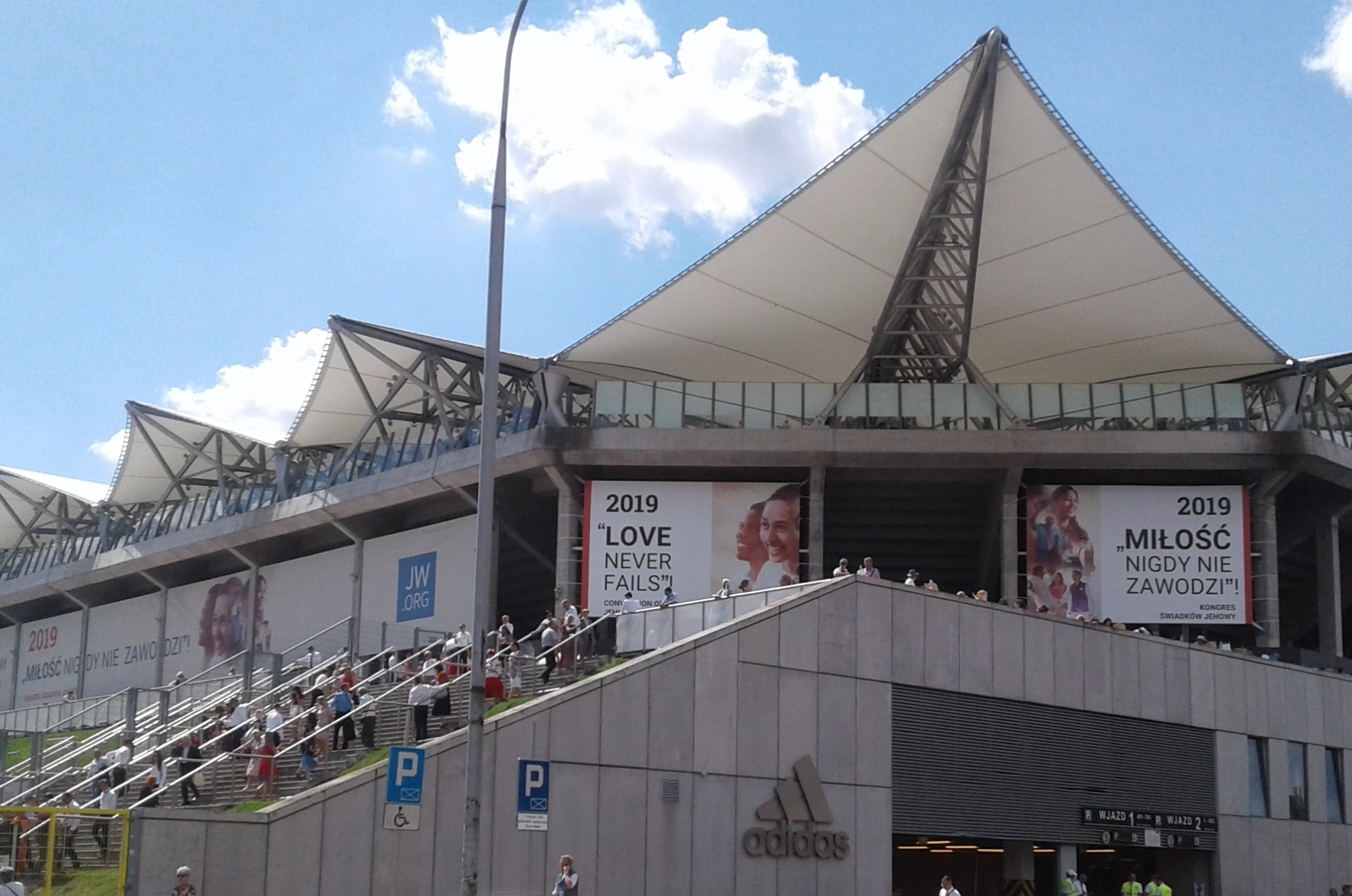
Wejście na Stadion Wojska Polskiego w Warszawie, gdzie odbywał się kongres międzynarodowy

W dniach od 9 do 11 sierpnia 2019 roku kongres międzynarodowy odbył się na Stadionie Legii oraz w hali Torwar w Warszawie. Uczestniczyło w nim 32 069 osób, w tym 6892 zagranicznych delegatów z przeszło 35 krajów (m.in. z Austrii, Białorusi, Chile, Ekwadoru, Estonii, Finlandii, Francji, Gruzji, Gujany Francuskiej, Japonii, Korei Południowej, Litwy, Łotwy, Mołdawii, Mongolii, Niemiec, Rumunii, Stanów Zjednoczonych (3426 osób), Ukrainy i Węgier) oraz 123 zagranicznych misjonarzy i sług specjalnych usługujących w służbie zagranicznej. Program przedstawiany był w języku polskim i angielskim. Ochrzczono 190 osób. Ciało Kierownicze Świadków Jehowy reprezentował Gerrit Lösch. Trzy przemówienia (po jednym w każdym dniu) wygłosił również Robert Luccioni, pomocnik Ciała Kierowniczego z Komitetu Wydawniczego. Delegaci udający się na kongres mieli zapewnione nieodpłatne korzystanie z komunikacji miejskiej.
Przed kongresem wolontariusze wykonali prace porządkowe wokół i na obiekcie kongresowym. W tym roku, podobnie jak w poprzednim, dzień przed kongresem odbywał się tutaj mecz Legii, dlatego prace porządkowe rozpoczęły się o północy z czwartku (8 sierpnia) na piątek (9 sierpnia). W nocy przed kongresem m.in. zainstalowano około 38 ton sprzętu audio-video – w tym 9 własnych wyświetlaczy LED. Ulica Łazienkowska pomiędzy tymi obiektami została na czas wydarzenia zamknięta.
Do pracy przy organizacji kongresu oraz obsłudze zagranicznych delegatów zgłosiło się łącznie ponad 10 000 przeszkolonych wolontariuszy. Codziennie brali oni udział m.in. w obsłudze parkingów i przystanków autobusowych, służby porządkowej, obsłudze wydawania lunchów, sprzątaniu, obsługą delegatów zagranicznych oraz obsłudze systemów audio-video. Dla wolontariuszy nie mogących w związku z tym skorzystać w pełni z programu, został zorganizowany dodatkowy kongres regionalny w Sali Zgromadzeń w warszawskim Ursusie oraz w 9 innych miejscach w Polsce.
Kongres międzynarodowy przygotowany został przez organizację Świadków Jehowy samodzielnie, bez angażowania agencji eventowej. Przygotowania związane z planowaniem wydarzenia, rozpoczęły się dwa lata wcześniej, a związane z logistyką, opracowaniem sposobu dojazdu uczestników do miejsca odbywały się od roku. Wszyscy delegaci witani byli na lotnisku Chopina (oraz na innych lotniskach w Polsce) i odwożeni do miejsc zakwaterowania, zapewniali to wolontariusze. Specjalna aplikacja Świadków Jehowy, zbierała informacje o tym, która grupa delegatów przyjechała, jak jest liczna i do jakiego hotelu została przydzielona, a wolontariusze – Świadkowie Jehowy z Warszawy i okolic – czekający przy lotnisku otrzymywali SMS-em wiadomość, po kogo mają podjechać. Wielu delegatów uczestniczyło w kongresie w tradycyjnych strojach ludowych ze swoich stron. Osoby witające, a także obsługujące gości na kongresie i zajęciach dodatkowych były ubrane w tradycyjne polskie stroje ludowe (głównie mazowieckich). Delegaci zagraniczni oprócz noclegu i posiłków w hotelu mieli zapewniony również podczas przerwy w programie lunch na stadionie, specjalnie przygotowane lunchboxy zwierały cztery rodzaje posiłków: tradycyjne, bezglutenowe, wegetariańskie oraz bezglutenowo-wegetariańskie (zgodnie z wcześniejszym określeniem preferencji żywieniowych). Oprócz korzystania z trzydniowego programu składającego się z opartych na Biblii przemówień, pokazów, materiałów multimedialnych delegaci podczas całego pobytu mogli zwiedzać miejscowe atrakcje i poczuć turystyczny klimat Warszawy. Organizatorzy kilkanaście miesięcy wcześniej, odwiedzili ponad 200 warszawskich hoteli. Wybrano 59 obiektów, w 23 z nich nocowało 6915 gości zagranicznych, a w 36 – 3400 gości z Polski (głównie uczestniczących wyznawców z województwa mazowieckiego, podlaskiego, z większej części województwa: łódzkiego, kujawsko-pomorskiego i warmińsko-mazurskiego). Delegatów gościło także 56 rekomendowanych przez organizatorów kongresu restauracji. Zagranicznym delegatom przygotowano też m.in. program zwiedzania stolicy i okolic (m.in. Muzeum Kolei Wąskotorowej w Sochaczewie, Dom Urodzenia Fryderyka Chopina, Biura Oddziału Świadków Jehowy w Polsce znajdujące się w Nadarzynie), spotkań kulturalno-artystycznych (pokaz tańców ludowych, polskiej kuchni, program muzyczny polskich kompozytorów m.in. Chopina i Wieniawskiego, projekcje multimedialne oraz przedstawienie historii Świadków Jehowy w Polsce) przygotowane przez wolontariuszy z Polski. Część z nich przyjechała do Warszawy tydzień przed kongresem, część została kilka dni po nim. W okolicach warszawskiej Starówki i w innych punktach stolicy, delegaci z zagranicy integrowali się ze Świadkami Jehowy z Polski np. wspólnie śpiewając Pieśni Królestwa. Niektórzy zwiedzili również inne miasta Polski, m.in. Kraków, Zakopane czy Wrocław, gdzie też spotkali się z miejscowymi Świadkami Jehowy.
Delegaci zagraniczni przyjeżdżali z hoteli na kongres 509 autokarami, a polscy – 254. Czas przyjazdu i odjazdu autokarów (przed rozpoczęciem programu i po jego zakończeniu) na miejsca wyznaczone przy Torwarze był dokładnie określony. Autokary, czekające na uczestników na wyznaczonych stanowiskach, odjeżdżały co 5 minut. Miasto zapewniło 15 dodatkowych autobusów ZTM, dojeżdżających do miejsca kongresu. Osoby starsze i niepełnosprawne mogły przyjechać samochodami. Świadkowie Jehowy stworzyli specjalne aplikacje na urządzenia mobilne, które rejestrowały pojazdy mogące podjechać na parking przy obiektach kongresowych. Był to wyjątek, gdyż organizator postawił na transport zbiorowy jako najbardziej efektywną formę dojazdu.
Pozostałych 7 kongresów regionalnych odbyło się w tym samym terminie, a niektóre punkty programu były transmitowane z Warszawy. W sumie uczestniczyły w nich 128 164 osoby, a 803 osoby zostały ochrzczone. Dodatkowo tydzień później zorganizowano dodatkowych 10 mniejszych kongresów regionalnych z odtworzeniem niektórych punktów programu kongresu międzynarodowego, który odbył się w stolicy. Kongresy regionalne zorganizowano w 5 językach: polskim, angielskim, rosyjskim, ukraińskim i polskim migowym.

## Pozostałe kongresy międzynarodowe

### Kongres międzynarodowy w Argentynie
W dniach od 13 do 15 grudnia 2019 roku kongres międzynarodowy odbywał się na Estadio Ciudad de La Plata w Buenos Aires w Argentynie. Uczestniczyło w nim 47 555 osób, w tym również 6300 zagranicznych delegatów z 54 krajów, m.in. z Austrii, Boliwii, Chile, Czech, Danii, Finlandii, Hiszpanii, Meksyku, Paragwaju, Peru, Rumunii, Słowacji, Stanów Zjednoczonych i Włoch. Ochrzczono 563 osoby. Ciało Kierownicze Świadków Jehowy reprezentował Kenneth Cook. Program był przedstawiany w języku angielskim, hiszpańskim i argentyńskim migowym. Poza tym w Argentynie odbyło się 90 kongresów regionalnych. W przygotowaniach i przebiegu kongresu brało udział około 20 000 wolontariuszy. W pierwszym dniu kongresu ogłoszono wydanie Chrześcijańskich Pism Greckich w argentyńskim języku migowym. Jest to pierwsze tłumaczenie Pism Greckich w tym języku. W 2019 roku w Argentynie działało około 2700 głosicieli posługujących się tym językiem, w tym 470 niesłyszących. 12 grudnia 2019 roku legislatura Buenos Aires uznała ten kongres międzynarodowy za wydarzenie o wyjątkowym znaczeniu społecznym, kulturalnym i religijnym.

### Kongres międzynarodowy w Australii
W dniach od 22 do 24 listopada 2019 roku kongres międzynarodowy odbył się na Stadionie Docklands (Marvel Stadium) w Melbourne w Australii. Uczestniczyły w nim 46 582 osoby, w tym 6083 zagranicznych delegatów z przeszło 70 krajów, m.in. z Argentyny, Filipin, Hongkongu, Indii, Japonii, Kambodży, Kanady, Korei Południowej, Południowej Afryki, Stanów Zjednoczonych, Tajwanu, Włoch i Wysp Salomona. Program był przedstawiany w językach angielskim, chińskim (mandaryńskim), hiszpańskim, koreańskim, tagalskim i wietnamskim. Ochrzczono 407 osób. Ciało Kierownicze Świadków Jehowy reprezentował David Splane.

### Kongres międzynarodowy w Brazylii
W dniach od 12 do 14 lipca 2019 roku kongres międzynarodowy odbył się w São Paulo Expo w São Paulo w Brazylii. Uczestniczyły w nim 36 624 osoby, w tym 7000 delegatów z 67 krajów, m.in. z Angoli, Argentyny, Belgii, Czech, Danii, Francji, Gujany Francuskiej, Mozambiku, Portugalii, Słowacji, Stanów Zjednoczonych, Surinamu, Trynidadu i Tobago, Urugwaju, Wenezueli i Włoch. Program został przedstawiony w języku angielskim, portugalskim, francuskim, hiszpańskim, włoskim i brazylijskim migowym. Ochrzczono 291 osób. Ciało Kierownicze Świadków Jehowy reprezentował Samuel Herd. Oprócz tego kongresu międzynarodowego zorganizowano kongresy regionalne w 153 brazylijskich miastach.

### Kongres międzynarodowy w Danii
W dniach od 19 do 21 lipca 2019 roku kongres międzynarodowy odbył się na Stadionie Brøndby i Brøndby Hallen w Kopenhadze w Danii. Uczestniczyło w nim 26 409 osób, w tym 7000 zagranicznych delegatów z 30 krajów, m.in. z Australii, Białorusi, Brazylii, Dominikany, Estonii, Finlandii, Gruzji, Indii, Islandii, Japonii, Kolumbii, Litwy, Łotwy, Meksyku, Niemiec, Polski i Stanów Zjednoczonych. Program był przedstawiany w języku duńskim, angielskim, islandzkim, duńskim migowym, norweskim migowym i szwedzkim migowym. Ochrzczono 141 osób. 19 lipca ogłoszono wydanie Chrześcijańskich Pism Greckich w Przekładzie Nowego Świata w języku islandzkim. W kongresie uczestniczyło 341 delegatów z Islandii. Ciało Kierownicze Świadków Jehowy reprezentował Stephen Lett, który 21 lipca odczytał wiadomość od Dennisa Christensena, obywatela Danii uwięzionego w Rosji za prowadzenie działalności religijnej.

### Kongres międzynarodowy w Ekwadorze
W dniach od 14 do 16 czerwca 2019 roku kongres międzynarodowy odbył się na stadionie Monumental w Guayaquil w Ekwadorze. Uczestniczyło w nim 53 055 osób, w tym ponad 5300 zagranicznych delegatów z przeszło 45 krajów, m.in. z Argentyny, Belgii, Belize, Birmy, Boliwii, Gwatemali, Hiszpanii, Hondurasu, Kazachstanu, Kolumbii, Korea Południowej, Kostaryki, Kuby, Meksyku, Mołdawii, Nikaragui, Panamy, Polski, Salwadoru, Stanów Zjednoczonych i Urugwaju. Program został przedstawiony w języku hiszpańskim, angielskim i ekwadorskim migowym. Ochrzczono 702 osoby. Ciało Kierownicze Świadków Jehowy reprezentował Kenneth Cook. Miasto Guayaquil gościło największą zagraniczną delegację w historii Ekwadoru. Przeszło 14 000 wolontariuszy pomagało gościom w zwiedzaniu miasta i okolic.

### Kongres międzynarodowy na Filipinach
W dniach od 1 do 3 listopada 2019 roku kongres międzynarodowy odbył się w Mall of Asia Arena oraz w SMX Convention Center w Manili na Filipinach. Uczestniczyło w nim 26 265 osób, w tym 5397 zagranicznych delegatów z 67 krajów, m.in. z Australii, Austrii, Birmy, Francji, Indonezji, Kazachstanu, Madagaskaru, Malezji, Nepalu, Niemiec, Nowej Zelandii, Papui-Nowej Gwinei, Południowej Afryki, Stanów Zjednoczonych, Sri Lanki, Szwajcarii, Tajlandii, Tajwanu, Wysp Salomona i Włoch. Ochrzczono 145 osób. Ciało Kierownicze Świadków Jehowy reprezentował Mark Sanderson. Program został przedstawiony w języku angielskim i tagalskim. W przygotowaniu i przebiegu kongresu wzięło udział przeszło 4000 wolontariuszy.

### Kongres międzynarodowy we Francji
W dniach od 2 do 4 sierpnia 2019 roku kongres międzynarodowy odbył się w Parc des Expositions de Paris-Nord Villepinte w Paryżu. Uczestniczyło w nim 37 809 osób, w tym 5500 delegatów zagranicznych, m.in. z Austrii, Chile, Cypru, Ekwadoru, Grecji, Kanady, Kazachstanu, Mołdawii, Niemiec, Nowej Kaledonii, Stanów Zjednoczonych, Tahiti, Wielkiej Brytanii, Wybrzeża Kości Słoniowej i Zambii. Program został przedstawiony w języku angielskim, francuskim, hiszpańskim, niemieckim, rumuńskim i rosyjskim. Ochrzczono 265 osób. Ciało Kierownicze Świadków Jehowy reprezentował Anthony Morris (wówczas członek Ciała Kierowniczego).

### Kongres międzynarodowy w Grecji
W dniach od 5 do 7 lipca 2019 roku kongres międzynarodowy odbył się na Stadionie Olimpijskim w Atenach w Grecji. Uczestniczyło w nim 36 873 osób, w tym także 6000 zagranicznych delegatów z przeszło 20 krajów, m.in. z Albanii, Armenii, Austrii, Australii, Bangladeszu, Bułgarii, Cypru, Fidżi, Grecji, Japonii, Kirgistanu, Meksyku, Niemiec, Macedonii Północnej, Stanów Zjednoczonych i Turcji. Program został przedstawiony w języku greckim, angielskim, albańskim, rosyjskim i romani (południowa Grecja). Ochrzczono 406 osób. Ciało Kierownicze Świadków Jehowy reprezentował David Splane. W przygotowaniu i przebiegu kongresu wzięło udział przeszło 4000 wolontariuszy.

### Kongres międzynarodowy w Hiszpanii
W dniach od 19 do 21 lipca 2019 roku kongres międzynarodowy odbył się na Wanda Metropolitano w Madrycie w Hiszpanii. Uczestniczyło w nim 52 516 osób, w tym 6300 zagranicznych delegatów z 64 krajów, m.in. z Albanii, Argentyny, Belize, Bułgarii, Dominikany, Ghany, Gwatemali, Holandii, Kanady, Korei Południowej, Kostaryki, Nikaragui, Peru, Panamy, Salwadoru, Słowenii, Stanów Zjednoczonych, Tajwanu, Turcji, Urugwaju i Węgier. Program był przedstawiony w języku angielskim, hiszpańskim i hiszpańskim migowym. Niektóre punkty programu były transmitowane na 11 pozostałych kongresów regionalnych w Hiszpanii. 19 lipca 2019 roku ogłoszono wydanie zrewidowanej wersji Pisma Świętego w Przekładzie Nowego Świata w języku hiszpańskim. Ochrzczono 434 osoby. Ciało Kierownicze Świadków Jehowy reprezentował Gerrit Lösch. W przygotowaniu i przebiegu kongresu pomagało 11 000 wolontariuszy.

### Kongres międzynarodowy w Holandii

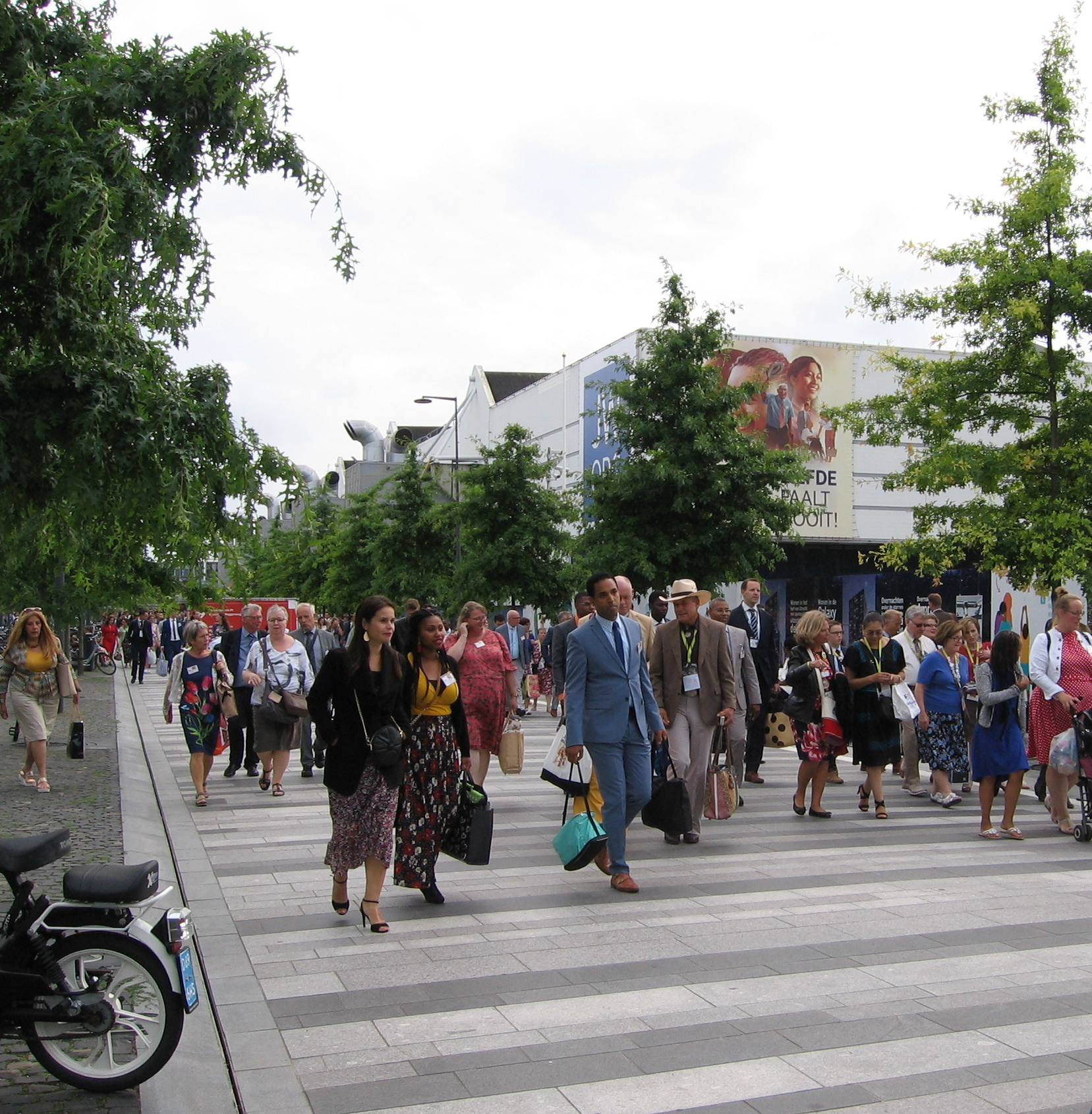
Delegaci udający się na kongres międzynarodowy w Utrechcie

W dniach od 2 do 4 sierpnia 2019 roku kongres międzynarodowy odbył się w Jaarbeurs Hallencomplex w Utrechcie w Holandii. Uczestniczyło w nim 42 335 osób, w tym 6000 delegatów zagranicznych, m.in. z Australii, Belgii, Brazylii, Indonezji, Kanady, Kolumbii, Korei Południowej, Południowej Afryki, Portugalii, Rumunii, Stanów Zjednoczonych i Surinamu. Program został przedstawiony w języku niderlandzkim, angielskim, arabskim, hiszpańskim, papiamento, polskim, portugalskim i twi. Ochrzczono 212 osób. Ciało Kierownicze Świadków Jehowy reprezentował Geoffrey Jackson.

### Kongres międzynarodowy w Kanadzie
W dniach od 19 do 21 lipca 2019 roku kongres międzynarodowy odbył się w Exhibition Place w Toronto w Kanadzie. Uczestniczyły w nim 46 183 osoby, w tym 5000 zagranicznych delegatów, m.in. z Białorusi, Brazylii, Estonii, Finlandii, Filipin, Indii, Japonii, Korei Południowej, Litwy, Łotwy, Meksyku, Stanów Zjednoczonych, Ukrainy i Wielkiej Brytanii. Program był przedstawiany w języku angielskim, hiszpańskim i portugalskim. Ochrzczono 317 osób. Ciało Kierownicze reprezentował Geoffrey Jackson.

### Kongres międzynarodowy w Korei Południowej
W dniach od 13 do 15 września 2019 roku kongres międzynarodowy odbył się w KINTEX (Korea International Exhibition Center) w Seulu w Korei Południowej. Uczestniczyły w nim 60 082 osoby, w tym również 6076 zagranicznych delegatów, m.in. z Białorusi, Brazylii, Cypru, Czech, Danii, Estonii, Finlandii, Francji, Grecji, Gujany Francuskiej, Indonezji, Kazachstanu, Litwy, Łotwy, Malezji, Słowacji, Stanów Zjednoczonych i Wietnamu. Program został przedstawiony w języku angielskim, chińskim (mandaryńskim), indonezyjskim, koreańskim, rosyjskim i wietnamskim. W przygotowaniach i obsłudze kongresu wzięło udział 17 703 wolontariuszy. Ochrzczono 478 osób. Ciało Kierownicze reprezentował Stephen Lett. W Muzeum Więzienia Seodaemun w Seulu 5700 delegatów zagranicznych obejrzało specjalną wystawę zatytułowaną „Zmienne wichry historii, niezmienne nakazy sumienia”. Ukazywała ona neutralne stanowisko koreańskich Świadków Jehowy w trakcie japońskich rządów i represji w latach 40. XX w. Zwiedziło ją ogółem 51 175 osób.

### Kongres międzynarodowy w Meksyku
Kongres międzynarodowy odbył się w Monterrey w dniach od 7 do 9 czerwca 2019 roku na stadionie BBVA. Uczestniczyło w nim 39 099 osób, a także 4682 delegatów zagranicznych, m.in. z Argentyny, Brazylii, Francji, Hiszpanii, Holandii, Japonii, Kolumbii, Paragwaju, Peru, Stanów Zjednoczonych, Urugwaju i Włoch. Program został przedstawiony w języku angielskim, hiszpańskim i meksykańskim migowym. Punkty programu były transmitowane do 38 miejsc kongresowych w 6 krajach: w Gwatemali, Hondurasie, Kostaryce, Meksyku, Nikaragui i Panamie. Ochrzczono 393 osoby. Ciało Kierownicze Świadków Jehowy reprezentował Mark Sanderson.

### Kongres międzynarodowy w Niemczech
W dniach od 16 do 18 czerwca roku kongres międzynarodowy odbył się na stadionie Olimpijskim w Berlinie w Niemczech. Uczestniczyło w nim 37 115 osób, w tym ponad 5000 zagranicznych delegatów, m.in. z Białorusi, Brazylii, Cypru, Danii, Ekwadoru, Estonii, Finlandii, Grecji, Kanady, Korei Południowej, Litwy, Łotwy, Polski, Słowenii, Stanów Zjednoczonych i Wielkiej Brytanii. Program został przedstawiony w języku niemieckim, angielskim i rosyjskim. Ochrzczono 255 osób. Ciało Kierownicze Świadków Jehowy reprezentował Samuel Herd.

### Kongres międzynarodowy w Południowej Afryce
W dniach od 6 do 8 września 2019 roku kongres międzynarodowy odbył się na FNB Stadium w Johannesburgu w Południowej Afryce. Uczestniczyło w nim 58 149 osób, w tym 6000 zagranicznych delegatów, m.in. z Austrii, Boliwii, Demokratycznej Republiki Konga, Finlandii, Hongkongu, Izraela, Japonii, Kenii, Korei Południowej, Liberii, Madagaskaru, Malawi, Niemiec, Paragwaju, Peru, Stanów Zjednoczonych, Szwajcarii, Ugandy, Wielkiej Brytanii, Węgier, Zambii i Zimbabwe. Ochrzczono 476 osób. Program był przedstawiany w języku angielskim, soto i zulu. Ciało Kierownicze Świadków Jehowy reprezentował Anthony Morris (wówczas członek Ciała Kierowniczego). 6 września 2019 roku ogłoszono wydanie Pisma Świętego w Przekładzie Nowego Świata w języku wenda, a także zrewidowanego wydania w językach afrikaans i xhosa. Na kanale satelitarnym JW Brodcasting transmitowano do dziewięciu innych miejsc główne przemówienia, w tym te wygłaszane przez członka Ciała Kierowniczego. W ośmiu innych obiektach w Południowej Afryce, Lesotho, Namibii i na Wyspie Świętej Heleny z transmisji skorzystało dodatkowo 51 229 osób.

### Kongres międzynarodowy w Portugalii
W dniach od 28 do 30 czerwca 2019 roku odbył się kongres międzynarodowy na Estádio da Luz (Sport Lisboa e Benfica) w Lizbonie w Portugalii. Uczestniczyło w nim 63 390 osób, w tym 5300 zagranicznych delegatów z 46 krajów, m.in. z Angoli, Australii, Belize, Brazylii, Ghany, Gwatemali, Hiszpanii, Indii, Kanady, Kostaryki, Mozambiku, Nikaragui, Nowej Zelandii, Panamy, Salwadoru, Senegalu, Stanów Zjednoczonych i Wenezueli. Program został przedstawiony w języku portugalskim, angielskim, hiszpańskim i portugalskim migowym. Ochrzczono 451 osób. Ciało Kierownicze Świadków Jehowy reprezentował Geoffrey Jackson. W przygotowaniu i przebiegu kongresu brało udział ponad 10 000 wolontariuszy. Delegacje Świadków Jehowy przyjął prezydent Portugalii Marcelo Rebelo de Sousa.

### Kongresy międzynarodowe w Stanach Zjednoczonych
W Stanach Zjednoczonych odbyło się siedem kongresów międzynarodowych, ogółem wzięło w nich udział przeszło 35 000 delegatów zagranicznych ze 105 krajów.
Kongresy międzynarodowe rozpoczęły się 17 maja 2019 roku na stadionie Mercedes-Benz Stadium w Atlancie w amerykańskim stanie Georgia. Najwyższa liczba obecnych wyniosła 46 374 osób, w tym około 5 tysięcy delegatów z 39 krajów, m.in. z Australii, Białorusi, Brazylii, Chile, Danii, Estonii, Etiopii, Finlandii, Francji, Grecji, Grenlandii, Holandii, Hongkongu, Islandii, Izraela, Japonii, Kanady, Kazachstanu, Kolumbii, Litwy, Łotwy, Nepalu, Norwegii, Portugalii, Rumunii, Trynidadu i Tobago, Wielkiej Brytanii, Włoch i Wysp Owczych oraz 164 zaproszonych specjalnych sług pełnoczasowych. Program został przedstawiony w językach amharskim, angielskim i rosyjskim. Ochrzczono 314 osób. Ciało Kierownicze Świadków Jehowy reprezentował Stephen Lett.
Kongres międzynarodowy w Miami na Marlins Park odbył się w dniach od 24 do 26 maja 2019 roku. Uczestniczyły w nim 28 562 osoby w tym 4600 zagranicznych delegatów z ponad 30 krajów, m.in. z Argentyny, Austrii, Belize, Boliwii, Brazylii, Chile, Ekwadoru, Filipin, Gwatemali, Hondurasu, Hiszpanii, Kanady, Kolumbii, Kostaryki, Kuby, Luksemburga, Meksyku, Niemiec, Nikaragui, Panamy, Paragwaju, Peru, Salwadoru, Szwajcarii, Urugwaju, Wielkiej Brytanii oraz zaproszeni specjalni słudzy pełnoczasowi. Program został przedstawiony w języku hiszpańskim. Ochrzczono 230 osób. Ciało Kierownicze reprezentował Kenneth Cook.
Kolejny kongres międzynarodowy na tym samym obiekcie odbył się w dniach od 5 do 7 lipca 2019 roku, tym razem w j. angielskim oraz chińskim (mandaryńskim). Uczestniczyło w nim 28 000 osób, w tym 5000 zaproszonych delegatów zagranicznych z ponad 20 krajów, m.in. z Australii, Brazylii, Cypru, Danii, Dominikany, Fidżi, Ghany, Grecji, Grenlandii, Hiszpanii, Holandii, Hongkongu, Islandii, Izraela, Japonii, Kanady, Kolumbii, Nowej Zelandii, Południowej Afryki, Tajwanu, Trynidadu i Tobago, Ukrainy, Wielkiej Brytanii i Wysp Owczych. Ochrzczono 181 osób. Ciało Kierownicze Świadków Jehowy reprezentował Gerrit Lösch.
Kongres międzynarodowy na NRG Stadium w Houston odbył się w dniach od 12 do 14 lipca 2019 roku w j. angielskim oraz koreańskim. Uczestniczyło w nim 50 901 osób, w tym 5000 delegatów zagranicznych z 28 krajów, m.in. z Australii, Belgii, Brazylii, Czech, Danii, Filipin, Francji, Grenlandii, Indii, Islandii, Japonii, Kambodży, Kanady, Kolumbii, Korei Południowej, Mongolii, Norwegii, Nowej Zelandii, Słowacji, Wielkiej Brytanii, Włoch oraz Wysp Owczych. Ochrzczono 401 osób. Ciało Kierownicze Świadków Jehowy reprezentował Anthony Morris (wówczas członek Ciała Kierowniczego).
Kolejny kongres międzynarodowy na tym obiekcie w Houston odbył się w dniach od 23 do 25 sierpnia 2019 roku z udziałem 56 167 osób, tym razem w j. hiszpańskim. Zaproszono 5500 delegatów zagranicznych z ponad 20 krajów, m.in. z Argentyny, Belize, Boliwii, Chile, Dominikany, Ekwadoru, Filipin, Francji, Gwatemali, Hondurasu, Hiszpanii, Japonii, Kolumbii, Kostaryki, Meksyku, Nikaragui, Panamy, Peru, Salwadoru, Trynidadu i Tobago, Urugwaju, Wenezueli i Włoch. Ochrzczono 626 osób. Ciało Kierownicze Świadków Jehowy reprezentował Mark Sanderson.
Kongres międzynarodowy w Phoenix odbył się w dniach od 9 do 11 sierpnia 2019 roku z udziałem 40 237 osób, w tym 5000 delegatów zagranicznych z ponad 41 krajów, m.in. z Australii, Austrii, Chile, Cypru, Danii, Francji, Ghany, Grecji, Grenlandii, Gujany Francuskiej, Indii, Islandii, Kanady, Korei Południowej, Niemiec, Nowej Zelandii, Szwajcarii, Tajlandii, Turcji, Wielkiej Brytanii, Włoch i Wysp Owczych. Program był przedstawiany w j. angielskim. Ochrzczono 352 osoby. Ciało Kierownicze Świadków Jehowy reprezentował Samuel Herd.
Kongres międzynarodowy w The Dome at America’s Center w Saint Louis odbył się w dniach od 16 do 18 sierpnia 2019 roku. Uczestniczyły w nim 28 122 osoby. Program był przedstawiany w j. angielskim oraz chorwackim. Zaproszono 5000 delegatów zagranicznych z 43 krajów, m.in. z Argentyny, Australii, Austrii, Białorusi, Bośni i Hercegowiny, Chorwacji (najliczniejsza delegacja), Czech, Danii, Estonii, Filipin, Finlandii, Francji, Japonii, Kanady, Kolumbii, Litwy, Luksemburga, Łotwy, Niemiec, Polski, Południowej Afryce, Portugalii, Serbii, Słowacji, Słowenii, Szwajcarii, Urugwaju, Wielkiej Brytanii i Wysp Owczych. Ochrzczono 224 osoby. Ciało Kierownicze Świadków Jehowy reprezentował David Splane.

## Kongresy regionalne
Kongresy regionalne odbyły się w przeszło 200 krajach. Oprócz Polski kongresy regionalne w języku polskim odbyły się w Belgii (Bornem), Holandii (Utrecht), Irlandii (Dublin), Niemczech (Monachium (dla osób z zachodniej części Niemiec), Velten k. Berlina (1500 obecnych ze wschodniej części Niemiec)), Norwegii (Oslo), Stanach Zjednoczonych (Romeoville) i Wielkiej Brytanii (Londyn).

### Polska
W Polsce dodatkowo odbyło się 17 kongresów regionalnych (w tym 7 głównych w tym samym terminie co kongres międzynarodowy w Warszawie); w języku polskim, angielskim, rosyjskim, ukraińskim i w polskim języku migowym.
9–11 sierpnia 2019 roku (transmisja niektórych punktów programu z kongresu międzynarodowego w Warszawie):
Chorzów: Stadion Śląski; 24 326 obecnych, ochrzczono 196 osób (program również w j. rosyjskim dla 5000 delegatów rosyjskojęzycznych). Wzięły w nim udział zbory i osoby zainteresowane z województwa śląskiego, ze wschodniej części województwa opolskiego i z zachodnich krańców województwa małopolskiego.
Gdańsk: Stadion Energa Gdańsk; 14 410 obecnych. Wzięły w nim udział zbory i osoby zainteresowane z województwa pomorskiego, z zachodnich krańców województwa warmińsko-mazurskiego i północnych krańców województwa kujawsko-pomorskiego.
Kraków: Tauron Arena Kraków; 9060 obecnych. Wzięły w nim udział zbory i osoby zainteresowane z województwa małopolskiego (bez zachodnich krańców), z części województwa świętokrzyskiego i z części województwa podkarpackiego.
Lublin: Arena Lublin; 10 485 obecnych, a ochrzczono 84 osoby. Na kongresie uczestniczyły zbory z województwa lubelskiego oraz z okolic Sandomierza, Stalowej Woli i Tarnobrzega. Około 2000 wolontariuszy pomagało w dziale czystości, służby porządkowej i parkingowej. Pół tysiąca wolontariuszy przygotowało obiekt do kongresu.
Poznań: Międzynarodowe Targi Poznańskie; 15 267 obecnych, a ochrzczono 100 osób. Wzięły w nim udział zbory i osoby zainteresowane z województwa wielkopolskiego i z części województwa lubuskiego.
Szczecin: Netto Arena; 5768 obecnych. Wzięły w nim udział zbory i osoby zainteresowane z województwa zachodniopomorskiego i z północnej części województwa lubuskiego.
Wrocław: Stadion Wrocław; 16 777 obecnych, a 99 osób przyjęło chrzest. Wzięły w nim udział zbory i osoby zainteresowane z województwa dolnośląskiego, z zachodniej części województwa opolskiego i południowo-wschodnich krańców województwa lubuskiego.
16–18 sierpnia 2019 roku (retransmisja niektórych punktów programu z kongresu międzynarodowego w Warszawie): Brzeg (Sala Zgromadzeń); Ełk ( Hala Sportowo-Widowiskowa); Lublin (Sala Zgromadzeń); Łódź (Sala Zgromadzeń); Malbork (Sala Zgromadzeń); Mosty (Sala Zgromadzeń); Rzeszów (Hala Podpromie); Sosnowiec ( Centrum Kongresowe Świadków Jehowy); Stęszew (Sala Zgromadzeń); Warszawa (Sala Zgromadzeń).
14–16 czerwca 2019 roku: Warszawa (Sala Zgromadzeń (j. angielski)).
21–23 czerwca 2019 roku: Warszawa (Sala Zgromadzeń (j. ukraiński)).
26–28 lipca 2019 roku: Warszawa (Sala Zgromadzeń (polski j. migowy)).

### Azerbejdżan
W dniach od 26 do 28 lipca 2019 roku w Baku odbył się kongres regionalny. Po raz pierwszy brały w nim udział wszystkie zbory azerskojęzyczne i rosyjskojęzyczne w Azerbejdżanie, w którym działa około 1500 głosicieli. Liczba obecnych wyniosła 1938 osób, a ochrzczono 33 osoby. Po raz pierwszy członek Ciała Kierowniczego Świadków Jehowy był obecny na kongresie w tym kraju. Mark Sanderson otrzymał specjalne zezwolenie na wjazd do Azerbejdżanu, aby wygłosić przemówienia na tym kongresie.

### Ghana
22 listopada 2019 roku na kongresie regionalnym w miejscowości Bawia w Ghanie ogłoszono wydanie Pisma Świętego w Przekładzie Nowego Świata w języku nzema, którym posługuje się około 1530 głosicieli w Ghanie. Na kongresie było obecnych 3051 osób.

### Indie
25 października 2019 roku na kongresie regionalnym w Hajderabadzie w Indiach ogłoszono wydanie Pisma Świętego w Przekładzie Nowego Świata w języku telugu, którym posługuje się około 6000 głosicieli w Indiach. Na kongresie było obecnych 8868 osób.

### Kamerun
2 sierpnia 2019 roku na kongresie regionalnym w Sali Zgromadzeń Logbessou w Duala ogłoszono wydanie Chrześcijańskich Pism Greckich w Przekładzie Nowego Świata w języku basa (Kamerun). W kongresie uczestniczyło 2015 osób. W Kamerunie tym językiem posługuje się 1909 głosicieli.

### Kenia
30 sierpnia 2019 roku na kongresie regionalnym w Kisumu ogłoszono wydanie Pisma Świętego w Przekładzie Nowego Świata w języku luo, którym posługuje się około 1800 głosicieli w Kenii. Ogółem na tym i na dwóch innych kongresach, do których niektóre punkty programu były transmitowane, obecnych było 2481 osób.

### Meksyk
Oprócz kongresu międzynarodowego w Monterrey, w Meksyku odbyły się też kongresy regionalne. Na jednym z nich z udziałem 1983 osób, zorganizowanym w San Blas Atempa w meksykańskim stanie Oaxaca, 27 września 2019 roku ogłoszono wydanie Chrześcijańskich Pism Greckich w Przekładzie Nowego Świata w języku zapotek (przesmyk) używanym przez Indian Zapoteków. Na kolejnym kongresie regionalnym, który odbył się 25 października 2019 roku w Sali Zgromadzeń w Meridzie, którego program był transmitowany do hali Poliforum Zamná w tym mieście, ogłoszono wydanie Pisma Świętego w Przekładzie Nowego Świata w języku maja używanym przez Indian Majów. W tym samym dniu na kongresie regionalnym w Chiapas ogłoszono wydanie Pisma Świętego w Przekładzie Nowego Świata w języku tzotzil używanym przez Indian Tzotzil.

### Namibia
16 sierpnia 2019 roku na kongresie regionalnym w Ongwediva ogłoszono wydanie Chrześcijańskich Pism Greckich w Przekładzie Nowego Świata w języku kwanyama, którym w 2019 roku posługiwało się 490 głosicieli.

### Nigeria
20 grudnia 2019 roku na kongresie regionalnym w City Bay Event Center w Makurdiu, ogłoszono wydanie Chrześcijańskich Pism Greckich w Przekładzie Nowego Świata w języku tiv. W latach 2017–2019 liczba głosicieli posługujących się tym językiem wzrosła z 600 do 1012.

### Paragwaj
16 sierpnia 2019 roku na kongresie regionalnym w Asunción ogłoszono wydanie Pisma Świętego w Przekładzie Nowego Świata w języku guarani. Program był transmismitowany do trzynastu miejsc kongresowych, dzięki czemu ogólna liczba obecnych wyniosła 5631 osób. W Paragwaju w 2019 roku tym językiem posługiwało się 4934 głosicieli.

### Rwanda
W dniach 16–18 sierpnia 2019 roku w Kigali po raz pierwszy zorganizowano kongres regionalny w rwandyjskim języku migowym (RWS). Wzięło w nim udział 620 osób, a 8 zostało ochrzczonych. Na kongresie byli obecni dwaj urzędnicy: Jean Damascène Bizimana, członek zarządu Rwandyjskiego Stowarzyszenia Głuchych oraz Emmanuel Ndayisaba, sekretarz Krajowej Rady do spraw Osób Niepełnosprawnych.

### Słowacja
20 i 21 lipca 2019 roku na stadionie zimowym w Michalovcach na Słowacji, odbył się pierwszy w historii kongres w języku romani (wschodnia Słowacja). Z dwudniowego programu skróconego skorzystało 1276 osób. Na kongres przybyli Romowie posługujący się tą odmianą języka romani, którzy przybyli ze Słowacji, z Czech, Belgii, Wielkiej Brytanii i Ukrainy. Ochrzczono 19 osób. Kongres został zorganizowany zaledwie po pięciu latach od utworzenia pierwszego zboru tego języka na Słowacji. W 2019 roku na Słowacji i w Czechach było 9 zborów, 10 grup i 14 grup pilotażowych tego języka, w których działało 1010 głosicieli posługujących się wschodniosłowacką odmianą języka romani.

### Tajlandia
16 sierpnia 2019 roku na kongresie regionalnym w Nong Khai ogłoszono wydanie Chrześcijańskich Pism Greckich w Przekładzie Nowego Świata w języku laotańskim.

### Tajwan
5 lipca 2019 roku na kongresie regionalnym odbywającym się w Taoyuan Kenneth Cook, członek Ciała Kierowniczego ogłosił wydanie Pisma Świętego w Przekładzie Nowego Świata w wydaniu zrewidowanym w języku mandaryńskim (tradycyjnym oraz uproszczonym). W pięciu kongresach na Tajwanie wzięło udział 12 610 osób.

### Włochy
W kongresach regionalnych zorganizowanych w 14 językach uczestniczyło ponad 400 000 osób, a ochrzczono przeszło 1500.

### Kongresy regionalne na świecie
| Kraj                                 | Liczba kongresów | Liczba języków |
| ------------------------------------ | ---------------- | -------------- |
| Albania                              | 2                | 1              |
| Angola                               | 76               | 9              |
| Antigua i Barbuda                    | 3                | 3              |
| Argentyna                            | 91               | 7              |
| Armenia                              | 6                | 6              |
| Aruba                                | 2                | 2              |
| Austria                              | 12               | 7              |
| Australia                            | 7                | 12             |
| Azerbejdżan                          | 1                | 1              |
| Bahamy                               | 6                | 3              |
| Barbados                             | 7                | 6              |
| Belgia                               | 16               | 11             |
| Belize                               | 5                | 3              |
| Benin                                | 26               | 7              |
| Bermudy                              | 1                | 1              |
| Białoruś                             | 1                | 1              |
| Boliwia                              | 21               | 5              |
| Bośnia i Hercegowina                 | 1                | 3              |
| Botswana                             | 2                | 2              |
| Brazylia                             | 553              | 18             |
| Bułgaria                             | 5                | 4              |
| Burkina Faso                         | 10               | 6              |
| Burundi                              | 25               | 6              |
| Chile                                | 34               | 9              |
| Chorwacja                            | 1                | 1              |
| Curaçao                              | 3                | 3              |
| Cypr                                 | 9                | 9              |
| Czad                                 | 4                | 2              |
| Czarnogóra                           | 1                | 1              |
| Czechy                               | 6                | 4              |
| Dania                                | 7                | 3              |
| Demokratyczna Republika Konga        | 196              | 13             |
| Dominika                             | 4                | 4              |
| Dominikana                           | 34               | 9              |
| Ekwador                              | 3                | 9              |
| Estonia                              | 3                | 3              |
| Etiopia                              | 27               | 6              |
| Fidżi                                | 12               | 6              |
| Filipiny                             | 134              | 10             |
| Finlandia                            | 8                | 5              |
| Francja                              | 57               | 27             |
| Gabon                                | 11               | 2              |
| Gambia                               | 2                | 2              |
| Ghana                                | 128              | 10             |
| Grecja                               | 1                | 14             |
| Grenada                              | 2                | 2              |
| Grenlandia                           | 2                | 2              |
| Gruzja                               | 22               | 6              |
| Guam                                 | 3                | 3              |
| Gujana                               | 5                | 3              |
| Gujana Francuska                     | 10               | 9              |
| Gwadelupa                            | 12               | 5              |
| Gwatemala                            | 24               | 6              |
| Gwinea                               | 3                | 2              |
| Gwinea Bissau                        | 1                | 1              |
| Gwinea Równikowa                     | 6                | 1              |
| Haiti                                | 23               | 3              |
| Hiszpania                            | 35               | 12             |
| Holandia                             | 8                | 6              |
| Honduras                             | 14               | 3              |
| Hongkong                             | 3                | 3              |
| Indie                                | 34               | 10             |
| Indonezja                            | 26               | 9              |
| Irlandia                             | 9                | 2              |
| Islandia                             | 1                | 1              |
| Izrael                               | 6                | 5              |
| Jamajka                              | 15               | 2              |
| Japonia                              | 86               | 8              |
| Kamerun                              | 51               | 5              |
| Kanada                               | 56               | 18             |
| Kazachstan                           | 1                | 3              |
| Kenia                                | 15               | 4              |
| Kirgistan                            | 5                | 3              |
| Kolumbia                             | 26               | 6              |
| Kongo                                | 10               | 4              |
| Korea Południowa                     | 7                | 6              |
| Kostaryka                            | 14               | 3              |
| Kuba                                 | 40               | 3              |
| Lesotho                              | 1                | 1              |
| Liberia                              | 15               | 2              |
| Litwa                                | 2                | 2              |
| Łotwa                                | 4                | 4              |
| Macedonia Północna                   | 1                | 1              |
| Madagaskar                           | 47               | 6              |
| Majotta                              | 4                | 4              |
| Malezja                              | 10               | 9              |
| Mali                                 | 2                | 2              |
| Malta                                | 1                | 1              |
| Martynika                            | 6                | 3              |
| Mauritius                            | 2                | 1              |
| Meksyk                               | 392              | 37             |
| Mikronezja                           | 4                | 4              |
| Mjanma                               | 14               | 5              |
| Mołdawia                             | 9                | 3              |
| Mongolia                             | 1                | 1              |
| Mozambik                             | 120              | 20             |
| Namibia                              | 6                | 6              |
| Nepal                                | 4                | 2              |
| Niemcy                               | 10               | 19             |
| Niger                                | 3                | 1              |
| Nigeria                              | 271              | 29             |
| Nikaragua                            | 25               | 3              |
| Norwegia                             | 6                | 3              |
| Nowa Kaledonia                       | 6                | 3              |
| Nowa Zelandia                        | 16               | 5              |
| Pakistan                             | 3                | 3              |
| Palau                                | 2                | 2              |
| Panama                               | 16               | 5              |
| Paragwaj                             | 15               | 6              |
| Peru                                 | 88               | 8              |
| Polinezja Francuska                  | 12               | 4              |
| Polska                               | 18               | 5              |
| Południowa Afryka                    | 51               | 17             |
| Portoryko                            | 10               | 3              |
| Portugalia                           | 20               | 7              |
| Republika Środkowoafrykańska         | 3                | 3              |
| Republika Zielonego Przylądka        | 6                | 2              |
| Reunion                              | 4                | 2              |
| Rumunia                              | 23               | 3              |
| Rwanda                               | 34               | 4              |
| Saint Kitts i Nevis                  | 3                | 3              |
| Saint Lucia                          | 7                | 7              |
| Saint Vincent i Grenadyny            | 3                | 2              |
| Saint-Martin                         | 2                | 2              |
| Salwador                             | 5                | 2              |
| Samoa                                | 2                | 2              |
| Samoa Amerykańskie                   | 1                | 1              |
| Senegal                              | 3                | 2              |
| Serbia                               | 1                | 1              |
| Seszele                              | 2                | 2              |
| Sierra Leone                         | 3                | 2              |
| Sint Maarten                         | 3                | 3              |
| Słowacja                             | 2                | 1              |
| Słowenia                             | 2                | 2              |
| Sri Lanka                            | 2                | 4              |
| Stany Zjednoczone                    | 209              | 33             |
| Suazi                                | 1                | 1              |
| Sudan                                | 2                | 2              |
| Sudan Południowy                     | 6                | 3              |
| Surinam                              | 7                | 5              |
| Szwajcaria                           | 6                | 6              |
| Szwecja                              | 8                | 6              |
| Tajlandia                            | 8                | 5              |
| Tajwan                               | 7                | 6              |
| Tanzania                             | 19               | 1              |
| Timor Wschodni                       | 1                | 1              |
| Togo                                 | 28               | 5              |
| Tonga                                | 1                | 1              |
| Trynidad i Tobago                    | 5                | 5              |
| Turcja                               | 2                | 2              |
| Tuvalu                               | 1                | 1              |
| Uganda                               | 20               | 9              |
| Ukraina                              | 40               | 6              |
| Urugwaj                              | 10               | 1              |
| Wallis i Futuna                      | 1                | 1              |
| Wenezuela                            | 101              | 9              |
| Węgry                                | 10               | 2              |
| Wielka Brytania                      | 20               | 27             |
| Włochy                               | 55               | 14             |
| Wybrzeże Kości Słoniowej             | 22               | 18             |
| Wyspa Świętej Heleny                 | 1                | 1              |
| Wyspy Cooka                          | 2                | 2              |
| Wyspy Dziewicze Stanów Zjednoczonych | 2                | 2              |
| Wyspy Salomona                       | 9                | 1              |
| Wyspy Świętego Tomasza i Książęcej   | 1                | 1              |
| Zambia                               | 165              | 15             |
| Zimbabwe                             | 16               | 6              |

## Niektóre punkty programu
- Film:

Historia Jozjasza – kochaj Jehowę i miej nienawiść do zła (2 części)
- Słuchowisko:

Jehowa okazywał lojalną miłość (Rodzaju 37:1–36; 39:1 do 47:12)
W programie oprócz 53 krótkich przemówień, pokazów (scenek), wywiadów, wyświetlanych było przeszło 50 krótkich filmów i materiałów multimedialnych nawiązujących do tematów poszczególnych punktów. W filmach tych przedstawiono miłość Boga widoczną w naturze, we wszechświecie, w roślinach i w świecie zwierząt. W niektórych z nich przedstawiono ludzi ze wszystkich stron świata, którzy opowiadają, jak miłość rozwiązuje napięcia i konflikty. Piątkowy program oparty był na 1 Tesaloniczan 4:9 – ‛Bóg was uczy kochać siebie nawzajem’ i omawiał, jak miłość może pomóc przezwyciężyć takie przeciwności, jak trudne dzieciństwo, przewlekła choroba czy ubóstwo. W sobotę program skupił uwagę na omówieniu tego, jak zasady biblijne pomagają mężom, żonom i dzieciom okazywać miłość sobie nawzajem. Oparty był na myśli z Efezjan 5:2 – ‛Przejawiajcie miłość’. Natomiast w trakcie programu niedzielnego, opartego na Judy 21 – ‛Trwajcie w miłości Bożej’, został wygłoszony publiczny wykład biblijny zatytułowany „Gdzie znaleźć prawdziwą miłość w świecie pełnym nienawiści?” (Jana 13:34, 35), który poruszał temat powszechnych uprzedzeń i nienawiści. Każda sesja (poranna i popołudniowa) rozpoczynała się filmowym programem muzycznym.

## Kampania informacyjna
Kongresy poprzedziła trzytygodniowa ogólnoświatowa kampania informacyjna – trzynasta tego rodzaju, polegająca na rozpowszechnianiu specjalnych zaproszeń na kongresy zorganizowane w ponad 200 krajach. Wstęp na kongresy był wolny, również bez zaproszeń.